# Wälzprägen
Das Wälzprägen ist ein Fertigungsverfahren aus der Gruppe des Eindrückens das zum Druckumformen zählt.
Beim Wälzprägen werden runde, umlaufende Werkzeuge (Prägewalzen) verwendet, um die darin enthaltene Gravur auf einem Werkstück abzubilden. Die Erhöhungen auf der Prägewalze werden dabei in die Oberfläche des Werkstückes eingedrückt. Zu einem Gleiten des Werkzeuges über die Oberfläche kommt es nicht.
Genutzt wird das Wälzprägen zum Kennzeichnen von Werkstücken sowie für die Veredelung, Strukturierung und Texturierung von Werkstücken, beispielsweise bei der herstellung von Taschen (Vertiefungen) die Schmiermittel enthalten, oder zum Prägen der Ränder von Münzen.